# Eliana Escalona
Eliana Escalona es una deportista venezolana que compitió en piragüismo en la modalidad de aguas tranquilas. Ganó dos medallas en los Juegos Panamericanos de 2007.

## Palmarés internacional
| Juegos Panamericanos | Juegos Panamericanos    | Juegos Panamericanos | Juegos Panamericanos |
| Año                  | Lugar                   | Medalla              | Competición          |
| -------------------- | ----------------------- | -------------------- | -------------------- |
| 2007                 | Río de Janeiro (Brasil) | Medalla de plata     | K4 500 m             |
| 2007                 | Río de Janeiro (Brasil) | Medalla de bronce    | K2 500 m             |